# روكسانا بينتو
روكسانا بينتو (بالإسبانية: Roxana Pinto)‏ (1943، سان خوسيه في كوستاريكا)؛ شاعرة وروائية كوستاريكية.